# Ngưu Chí Trung
Ngưu Chí Trung (tiếng Trung: 牛志忠; bính âm: Niǘ Zhìzhōng; sinh tháng 3 năm 1955) là một cựu sĩ quan của Lực lượng Cảnh sát Vũ trang Nhân dân Trung Quốc (PAP). Trước khi bị điều tra do vi phạm kỷ luật nghiêm trọng và bị khai trừ khỏi Đảng Cộng sản Trung Quốc năm 2016, Ngưu Chí Trung mang cấp bậc Trung tướng Vũ cảnh, từng đảm nhiệm các chức vụ Ủy viên dự khuyết Ban Chấp hành Trung ương Đảng Cộng sản Trung Quốc khóa XVIII, Tham mưu trưởng Cảnh sát Vũ trang, Phó Tư lệnh Cảnh sát Vũ trang, Đại biểu Quốc hội Trung Quốc khóa X, nhiệm kỳ 2003 tới 2008.

## Tiểu sử
Ngưu Chí Trung sinh tháng 3 năm 1955, quê Lạc Đình, Đường Sơn, tỉnh Hà Bắc. Ngưu Trí Trung nhập ngũ năm 1970, giữ chức lâu năm tại Tập đoàn quân 38, Quân khu Bắc Kinh. Năm 1996, ông được giao giữ chức Sư đoàn trưởng Sư đoàn 114 Cảnh sát Vũ trang. Năm 2000, ông được bổ nhiệm làm Tổng đội trưởng Cảnh sát Vũ trang Tây Tạng và được phong hàm Thiếu tướng. Năm 2003, Ngưu Chí Trung được điều về giữ chức Tổng đội trưởng Cảnh sát Vũ trang tỉnh Quảng Đông.
Năm 2007, Ngưu Chí Trung được bổ nhiệm làm Phó Tham mưu trưởng Lực lượng Cảnh sát vũ trang. Tháng 7 năm 2009, Ngưu Chí Trung được thăng chức Tham mưu trưởng Lực lượng Cảnh sát vũ trang. Tháng 7 năm 2010, ông được thăng cấp Trung tướng.
Tháng 11 năm 2012, tại Đại hội Đảng Cộng sản Trung Quốc lần thứ 18, Ngưu Chí Trung được bầu làm Ủy viên dự khuyết Ban Chấp hành Trung ương Đảng Cộng sản Trung Quốc khóa XVIII. Tháng 7 năm 2015, Ngưu Chí Trung được bổ nhiệm giữ chức vụ Phó Tư lệnh Lực lượng Cảnh sát Vũ trang Nhân dân Trung Quốc (PAP).
Tháng 4 năm 2016, báo chí Hong Kong đưa tin Ngưu Chí Trung đã bị bắt điều tra từ tháng 2 năm 2016 vì vi phạm kỷ luật nghiêm trọng. Tuy nhiên báo chí trong nước không có thông tin gì về Ngưu Trí Trung cho đến ngày 27 tháng 10 năm 2016, bản thông cáo kết quả Hội nghị Trung ương 6 khóa 18 của Đảng Cộng sản Trung Quốc mới chính thức xác nhận việc Ngưu Chí Trung bị khai trừ đảng tịch.